# Общество справедливости: Вторая мировая война
Общество справедливости: Вторая мировая война (англ. Justice Society: World War II) — американский анимационный фильм о супергероях, выпущенный Warner Bros. Animation и DC Entertainment. Это 41-й фильм анимационной серии DC Universe Animated Original Movies. Режиссёром фильма выступил Джефф Вейместер, а в главных ролях снялись Стана Катич, Мэтт Бомер, Элизия Ротару, Крис Диамантопулос, Омид Абтахи, Мэттью Мерсер, Армен Тейлор и Лиам Макинтайр. В фильме рассказывается оригинальная история о том, как Флэш попадает в прошлое, во времена Второй мировой войны, где он встречает Общество справедливости Америки.

## Сюжет
Во время Второй мировой войны, когда нацистская Германия захватила большую часть Европы, и Адольф Гитлер ищет магические артефакты, полковник Стив Тревор просит президента Франклина Д. Рузвельта привлечь Соединённые Штаты к участию в войне, создав команду сверхлюдей.

## Выпуск
Фильм вышел на цифровых платформах 27 апреля 2021 года и был выпущен на Blu-ray и DVD 11 мая 2021 года.

## Отзывы
На сайте Rotten Tomatoes фильм получил рейтинг одобрения 81 % на основе 16 рецензий со средней оценкой 7,1/10.
Джесси Шедин из IGN оценил фильм на 9 баллов из 10: «„Общество справедливости: Вторая мировая война“ с лёгкостью входит в число лучших фильмов долгоиграющей серии DC Universe Movies. Он черпает нужное количество вдохновения из исходного материала, а также из приключенческих фильмов, таких как „Налетчики из потерянного ковчега“, чтобы создать увлекательную супергеройскую пряжу. Он ловко избегает проблем с темпом, которые были характерны для многих подобных фильмов, и сумел в полной мере использовать преимущества почти каждого члена своего ансамбля актеров. Очевидно, что Warner Bros. следует чаще ставить Барри Аллена в центр этих анимационных фильмов».